# لوله‌ماهی نوک‌باریک
لوله‌ماهی نوک‌باریک (نام علمی: Syngnathus tenuirostris) نام یک گونه از زیرخانواده لوله‌ماهی است.